# نبرد ایجکوت مور
نبرد ایجکوت مور (انگلیسی: Battle of Edgecote Moor) همچنین شناخته‌شده با عناوین دیگر از جمله نبرد بانبری و یا نبرد دانس مور، عنوان نبردی است از سلسله جنگ‌های مشهور به جنگ رزها که در روز دوشنبه مصادف با ۲۴ ژوئیه ۱۴۹۶ به وقوع پیوست. نبرد ایجکوت مور نبردی بود میان ارتش پادشاهی به فرماندهی ارل‌های پمبروک و دوون در برابر نیروهای شورشی تحت حمایت و پشتیبانی ریچارد نویل، شانزدهمین ارل واریک